# 518

## Починали
- 5 април – Анастасий I, византийски император